# Хорват, Мартин
Ма́ртин Хо́рват (словац. Martin Chorváth; род. 9 октября 1980, Тренчин, Западно-Словацкий край) — словацкий гребец-байдарочник, выступал за сборную Словакии в конце 1990-х — середине 2000-х годов. Участник летних Олимпийских игр в Афинах, чемпион мира, двукратный чемпион Европы, победитель многих регат национального и международного значения.

## Биография
Мартин Хорват родился 9 октября 1980 года в городе Тренчине. Активно заниматься греблей начал с раннего детства, проходил подготовку в местном спортивном клубе «Дукла».
Первого серьёзного успеха на взрослом международном уровне добился в 1999 году, когда попал в основной состав словацкой национальной сборной и побывал на чемпионате Европы в хорватском Загребе, откуда привёз две награды бронзового достоинства, выигранные в зачёте четырёхместных байдарок на дистанциях 200 и 1000 метров. Год спустя выступил на европейском первенстве в польской Познани, где стал бронзовым призёром в двойках на двухстах метрах и одержал победу в четвёрках на двухстах метрах.
В 2002 году Хорват завоевал золотые медали на чемпионате Европы в венгерском Сегеде и на чемпионате мира в испанской Севилье — обе в двухсотметровой программе байдарок-четвёрок. Благодаря череде удачных выступлений удостоился права защищать честь страны на летних Олимпийских играх 2004 года в Афинах — в одиночках на пятистах метрах сумел дойти лишь до стадии полуфиналов, где финишировал седьмым. Вскоре по окончании этих соревнований принял решение завершить карьеру профессионального спортсмена, уступив место в сборной молодым словацким гребцам.